# Moisés Caicedo
Moisés Isaac Caicedo Corozo (Santo Domingo, 2 de noviembre de 2001) es un futbolista ecuatoriano. Juega como centrocampista y su equipo actual es el Chelsea Football Club de la Premier League de Inglaterra. Es internacional absoluto con la selección de Ecuador.

## Trayectoria

### Inicios
Se formó en los clubes Espoli y Colorados Sporting Club.

### Independiente del Valle
A los 13 años llegó a las bases juveniles de Independiente del Valle de la Serie A de Ecuador donde pasó por varias categorías hasta 2019 cuando fue ascendido al plantel principal. En 2020 fue campeón de la Copa Libertadores Sub-20 tras ganar la final 2-1 a River Plate de Argentina. En aquel torneo anotó el gol del empate 2-2 ante Flamengo por las semifinales, lo que definió el pase de su equipo a la final, tras ganarle al mengão por la vía de los penales.
El 11 de marzo de 2020 marcó su primer gol en la Copa Libertadores con el plantel principal ante el Junior de Barranquilla, donde su equipo ganó como local por 3-0. Al nivel local hizo su primer gol el 6 de septiembre en el empate 2-2 ante Emelec, en un partido válido por la fecha 11 del Campeonato Ecuatoriano 2020.
El 17 de septiembre le marcó a Flamengo por la fecha 3 de la Copa Libertadores, en la victoria de su equipo 5-0.

### Brighton & Hove Albion

#### 2021-22
El 1 de febrero de 2021 se anunció su fichaje por el Brighton & Hove Albion de Inglaterra por un monto de 4,5 millones de euros, firmando hasta junio de 2025. El 10 de febrero se vinculó por primera vez al equipo principal de Brighton, en la derrota 1-0 ante Leicester City en la FA Cup, donde no tuvo minutos. Fue seleccionado por el diario L'Équipe como uno de los 50 mejores jugadores sub-20 del mundo en 2021 debido a sus actuaciones para Independiente del Valle.
Fue relegado al equipo sub-23 para adquirir mayor ritmo futbolístico. Hizo su debut en la categoría el 26 de febrero de 2021, en una derrota por 3-1 ante el Manchester City. Jugó dos partidos más en la categoría: el 12 de marzo en un empate 0-0 con el Manchester United y en una goleada 5-0 contra Southampton el 9 de abril.
Hizo su debut en el primer equipo el 24 de agosto en una victoria por 2-0 sobre el Cardiff City contribuyendo con una asistencia al segundo gol de Andi Zeqiri.

### K Beerschot VA
Después de haber jugado pocos minutos con el Brighton, el 31 de agosto, se anunció la cesión de Caicedo al Beerschot de Bélgica hasta junio de 2022. Hizo su debut el 18 de septiembre en una derrota por 3-1 ante Oostende en la octava jornada de la Pro League ingresando a los 79 minutos del segundo tiempo en lugar de Ismaila Coulibaly. Marcó su primer gol en su séptima aparición, un gol a los 90+2 minutos para sellar los tres puntos en la victoria por 2-0 en casa sobre el Genk. El 12 de enero de 2022 se anunció el fin de la cesión por parte del club inglés.

### Regreso a Albion
Inmediatamente después de su regreso a Sussex, fue incluido en el banquillo donde permaneció para el empate 1-1 en casa contra el acérrimo rival, Crystal Palace, el 15 de enero. Hizo su primera aparición desde que regresó y el segundo en la general para el Albion entrando como suplente en la derrota por 3-1 ante el Tottenham en la cuarta ronda de la FA Cup el 5 de febrero. Anotó su primer gol el 7 de mayo en la victoria 4-0 ante el Manchester United.
El 3 de marzo de 2023 el club anunció la extensión del contrato hasta 2027, con opción a extenderlo un año más.

### Chelsea F. C.
El 14 de agosto de 2023 fue anunciado oficialmente por parte del Chelsea Football Club, con un contrato hasta junio de 2031 con opción a un año más, según reportes de prensa su transferencia es la más cara en la historia de la Premier League de Inglaterra con 130 millones de euros.
El 28 de mayo de 2025, se convirtió en el tercer jugador ecuatoriano en ganar una competencia a nivel de clubes europeo, consiguiendo la Liga Conferencia, tras la victoria de Antonio Valencia, con el Manchester United, en el 2017, fue el primero en conseguir un campeonato europeo, ganando la final, ante el Ajax de Ámsterdam por 2-0.
Puede que a Moisés Caicedo le costara justificar los 115 millones de libras que pagó por su fichaje, pero el ecuatoriano demostró con creces por qué los Blues estaban dispuestos a gastar tanto en su segunda temporada ningún jugador recuperó más balones que Caicedo en toda la Premier League, y además contribuyó con goles y asistencias importantes para que el equipo de Enzo Maresca sellara su regreso a la Champions League tras dos temporadas fuera. Ser nombrado Jugador del Año del Chelsea y Jugador del Año de los Jugadores ilustra a la perfección el impacto que ha tenido Caicedo en la temporada 2024/25.
El 13 de julio de 2025, se proclamó campeón mundial de clubes con el Chelsea al ganar la final del torneo por 3-0 al París Saint-Germain y con ello ser el segundo jugador ecuatoriano en lograrlo tras Alberto Spencer que lo consigiera con Peñarol, 59 años atrás cuando le ganó la antigua Copa Intercontinental al Real Madrid en 1966.

## Selección nacional

### Selección absoluta
El 3 de octubre de 2020 fue llamado por el entrenador Gustavo Alfaro a la selección de fútbol de Ecuador para las dos primeras fechas de las eliminatorias de la Conmebol rumbo al Mundial de Catar 2022. Su debut con su selección fue el 8 de octubre en la derrota 1-0 ante Argentina. En la segunda fecha de las eliminatorias rumbo a Catar, nuevamente saltó de titular, siendo la gran figura del partido y marcó el primer gol en la victoria que consiguió el conjunto ecuatoriano 4-2 sobre Uruguay. Además fue el jugador más joven en anotar un gol con 18 años, por delante de Antonio Valencia quien lo hizo en 2005 con 19 años. El 12 de noviembre en la victoria por 3-2 sobre Bolivia tuvo una actuación destacada al brindar asistencia para los primeros dos goles de Ecuador, anotados por Beder Caicedo y Ángel Mena, respectivamente.
El 9 de junio de 2021 fue incluido por Gustavo Alfaro en la lista de los 28 jugadores de la selección ecuatoriana para su participación en la Copa América disputada en Brasil.
El 16 de noviembre anotó el segundo gol de Ecuador en un histórica victoria por 0-2 ante Chile en condición de visitante, logrando romper una racha, ya que su selección nunca había en ganado en tierras chilenas. El 14 de noviembre de 2022 fue incluido en la lista final para la Copa Mundial Catar 2022.
En 29 de noviembre de 2022 se convirtió en el futbolista ecuatoriano más joven en marcar un gol de la Copa Mundial de Fútbol con 21 años y 27 días, también fue el primer futbolista del Brighton & Hove Albion en marcar un gol en mundiales.
El 29 de mayo de 2024, fue incluido en la lista de 26 futbolistas convocados por Félix Sánchez Bas para su participación en la Copa América 2024.

#### Participaciones en Copas del Mundo
| Mundial           | Sede  | Resultado      | Partidos | Goles |
| ----------------- | ----- | -------------- | -------- | ----- |
| Copa Mundial 2022 | Catar | Fase de grupos | 3        | 1     |

#### Participaciones en eliminatorias
| Eliminatorias      | Sede            | Resultado   | Partidos | Goles | Asist. |
| ------------------ | --------------- | ----------- | -------- | ----- | ------ |
| Eliminatorias 2022 | América del Sur | Clasificado | 15       | 2     | 4      |
| Eliminatorias 2026 | América del Sur | Clasificado | 15       | 0     | 3      |

#### Participaciones en Copa América
| Copa              | Sede           | Resultado        | Partidos | Goles |
| ----------------- | -------------- | ---------------- | -------- | ----- |
| Copa América 2021 | Brasil         | Cuartos de final | 5        | 0     |
| Copa América 2024 | Estados Unidos | Cuartos de final | 4        | 0     |

### Partidos internacionales
Actualizado al último partido disputado el 10 de junio de 2025.
| \| N.° \| Fecha \| Ciudad \| Rival \| Resultado \| Resultado \| Competencia \| \| --- \| ------------------------ \| --------------- \| -------------- \| ------------ \| --------- \| ----------------------------------- \| \| 1. \| 8 de octubre de 2020 \| Buenos Aires \| Argentina \| 0-1 \| Derrota \| Eliminatorias al Mundial Catar 2022 \| \| 2. \| 13 de octubre de 2020 \| Quito \| Uruguay \| 4-2 \| Victoria \| Eliminatorias al Mundial Catar 2022 \| \| 3. \| 12 de noviembre de 2020 \| La Paz \| Bolivia \| 3-2 \| Victoria \| Eliminatorias al Mundial Catar 2022 \| \| 4. \| 17 de noviembre de 2020 \| Quito \| Colombia \| 6-1 \| Victoria \| Eliminatorias al Mundial Catar 2022 \| \| 5. \| 8 de junio de 2021 \| Quito \| Perú \| 1-2 \| Derrota \| Eliminatorias al Mundial Catar 2022 \| \| 6. \| 13 de junio de 2021 \| Cuiabá \| Colombia \| 0-1 \| Derrota \| Copa América 2021 \| \| 7. \| 20 de junio de 2021 \| Río de Janeiro \| Venezuela \| 2-2 \| Empate \| Copa América 2021 \| \| 8. \| 23 de junio de 2021 \| Goiânia \| Perú \| 2-2 \| Empate \| Copa América 2021 \| \| 9. \| 27 de junio de 2021 \| Goiânia \| Brasil \| 1-1 \| Empate \| Copa América 2021 \| \| 10. \| 3 de julio de 2021 \| Brasilia \| Argentina \| 0-3 \| Derrota \| Copa América 2021 \| \| 11. \| 5 de septiembre de 2021 \| Quito \| Chile \| 0-0 \| Empate \| Eliminatorias al Mundial Catar 2022 \| \| 12. \| 9 de septiembre de 2021 \| Montevideo \| Uruguay \| 0-1 \| Derrota \| Eliminatorias al Mundial Catar 2022 \| \| 13. \| 7 de octubre de 2021 \| Guayaquil \| Bolivia \| 3-0 \| Victoria \| Eliminatorias al Mundial Catar 2022 \| \| 14. \| 10 de octubre de 2021 \| Caracas \| Venezuela \| 1-2 \| Derrota \| Eliminatorias al Mundial Catar 2022 \| \| 15. \| 14 de octubre de 2021 \| Barranquilla \| Colombia \| 0-0 \| Empate \| Eliminatorias al Mundial Catar 2022 \| \| 16. \| 11 de noviembre de 2021 \| Quito \| Venezuela \| 1-0 \| Victoria \| Eliminatorias al Mundial Catar 2022 \| \| 17. \| 16 de noviembre de 2021 \| Santiago \| Chile \| 2-0 \| Victoria \| Eliminatorias al Mundial Catar 2022 \| \| 18. \| 27 de enero de 2022 \| Quito \| Brasil \| 1-1 \| Empate \| Eliminatorias al Mundial Catar 2022 \| \| 19. \| 1 de febrero de 2022 \| Lima \| Perú \| 1-1 \| Empate \| Eliminatorias al Mundial Catar 2022 \| \| 20. \| 29 de marzo de 2022 \| Guayaquil \| Argentina \| 1-1 \| Empate \| Eliminatorias al Mundial Catar 2022 \| \| 21. \| 2 de junio de 2022 \| Harrison \| Nigeria \| 1-0 \| Victoria \| Amistoso \| \| 22. \| 5 de junio de 2022 \| Chicago \| México \| 0-0 \| Empate \| Amistoso \| \| 23. \| 11 de junio de 2022 \| Fort Lauderdale \| Cabo Verde \| 1-0 \| Victoria \| Amistoso \| \| 24. \| 23 de septiembre de 2022 \| Murcia \| Arabia Saudita \| 0-0 \| Empate \| Amistoso \| \| 25. \| 27 de septiembre de 2022 \| Düsseldorf \| Japón \| 0-0 \| Empate \| Amistoso \| \| 26. \| 20 de noviembre de 2022 \| Jor \| Catar \| 2-0 \| Victoria \| Mundial Catar 2022 \| \| 27. \| 25 de noviembre de 2022 \| Rayán \| Países Bajos \| 1-1 \| Empate \| Mundial Catar 2022 \| \| 28. \| 29 de noviembre de 2022 \| Rayán \| Senegal \| 1-2 \| Derrota \| Mundial Catar 2022 \| \| 29. \| 24 de marzo de 2023 \| Sídney \| Australia \| 1-3 \| Derrota \| Amistoso \| \| 30. \| 28 de marzo de 2023 \| Melbourne \| Australia \| 2-1 \| Victoria \| Amistoso \| \| 31. \| 17 de junio de 2023 \| Harrison \| Bolivia \| 1-0 \| Victoria \| Amistoso \| \| 32. \| 20 de junio de 2023 \| Chester \| Costa Rica \| 3-1 \| Victoria \| Amistoso \| \| 33. \| 7 de septiembre de 2023 \| Buenos Aires \| Argentina \| 0-1 \| Derrota \| Eliminatorias al Mundial 2026 \| \| 34. \| 12 de septiembre de 2023 \| Quito \| Uruguay \| 2-1 \| Victoria \| Eliminatorias al Mundial 2026 \| \| 35. \| 12 de octubre de 2023 \| La Paz \| Bolivia \| 2-1 \| Victoria \| Eliminatorias al Mundial 2026 \| \| 36. \| 17 de octubre de 2023 \| Quito \| Colombia \| 0-0 \| Empate \| Eliminatorias al Mundial 2026 \| \| 37. \| 16 de noviembre de 2023 \| Maturín \| Venezuela \| 0-0 \| Empate \| Eliminatorias al Mundial 2026 \| \| 38. \| 21 de noviembre de 2023 \| Quito \| Chile \| 1-0 \| Victoria \| Eliminatorias al Mundial 2026 \| \| 39. \| 24 de marzo de 2024 \| Harrison \| Italia \| 0-2 \| Derrota \| Amistoso \| \| 40. \| 9 de junio de 2024 \| Chicago \| Argentina \| 0-1 \| Derrota \| Amistoso \| \| 41. \| 12 de junio de 2024 \| Chester \| Bolivia \| 3-1 \| Victoria \| Amistoso \| \| 42. \| 16 de junio de 2024 \| East Hartford \| Honduras \| 2-1 \| Victoria \| Amistoso \| \| 43. \| 22 de junio de 2024 \| Santa Clara \| Venezuela \| 1-2 \| Derrota \| Copa América 2024 \| \| 44. \| 26 de junio de 2024 \| Paradise \| Jamaica \| 3-1 \| Victoria \| Copa América 2024 \| \| 45. \| 30 de junio de 2024 \| Glendale \| México \| 0-0 \| Empate \| Copa América 2024 \| \| 46. \| 4 de julio de 2024 \| Houston \| Argentina \| 1-1 (2-4 p.) \| Empate \| Copa América 2024 \| \| 47. \| 6 de septiembre de 2024 \| Curitiba \| Brasil \| 0-1 \| Derrota \| Eliminatorias al Mundial 2026 \| \| 48. \| 10 de septiembre de 2024 \| Quito \| Perú \| 1-0 \| Victoria \| Eliminatorias al Mundial 2026 \| \| 49. \| 10 de octubre de 2024 \| Quito \| Paraguay \| 0-0 \| Empate \| Eliminatorias al Mundial 2026 \| \| 50. \| 15 de octubre de 2024 \| Montevideo \| Uruguay \| 0-0 \| Empate \| Eliminatorias al Mundial 2026 \| \| 51. \| 19 de noviembre de 2024 \| Barranquilla \| Colombia \| 1-0 \| Victoria \| Eliminatorias al Mundial 2026 \| \| 52. \| 21 de marzo de 2025 \| Quito \| Venezuela \| 2-1 \| Victoria \| Eliminatorias al Mundial 2026 \| \| 53. \| 25 de marzo de 2025 \| Santiago \| Chile \| 0-0 \| Empate \| Eliminatorias al Mundial 2026 \| \| 54. \| 5 de junio de 2025 \| Guayaquil \| Brasil \| 0-0 \| Empate \| Eliminatorias al Mundial 2026 \| \| 55. \| 10 de junio de 2025 \| Lima \| Perú \| 0-0 \| Empate \| Eliminatorias al Mundial 2026 \| |                          |                 |                |              |           |                                     |
| N.° | Fecha                    | Ciudad          | Rival          | Resultado    | Resultado | Competencia                         |
| 1. | 8 de octubre de 2020     | Buenos Aires    | Argentina      | 0-1          | Derrota   | Eliminatorias al Mundial Catar 2022 |
| 2. | 13 de octubre de 2020    | Quito           | Uruguay        | 4-2          | Victoria  | Eliminatorias al Mundial Catar 2022 |
| 3. | 12 de noviembre de 2020  | La Paz          | Bolivia        | 3-2          | Victoria  | Eliminatorias al Mundial Catar 2022 |
| 4. | 17 de noviembre de 2020  | Quito           | Colombia       | 6-1          | Victoria  | Eliminatorias al Mundial Catar 2022 |
| 5. | 8 de junio de 2021       | Quito           | Perú           | 1-2          | Derrota   | Eliminatorias al Mundial Catar 2022 |
| 6. | 13 de junio de 2021      | Cuiabá          | Colombia       | 0-1          | Derrota   | Copa América 2021                   |
| 7. | 20 de junio de 2021      | Río de Janeiro  | Venezuela      | 2-2          | Empate    | Copa América 2021                   |
| 8. | 23 de junio de 2021      | Goiânia         | Perú           | 2-2          | Empate    | Copa América 2021                   |
| 9. | 27 de junio de 2021      | Goiânia         | Brasil         | 1-1          | Empate    | Copa América 2021                   |
| 10. | 3 de julio de 2021       | Brasilia        | Argentina      | 0-3          | Derrota   | Copa América 2021                   |
| 11. | 5 de septiembre de 2021  | Quito           | Chile          | 0-0          | Empate    | Eliminatorias al Mundial Catar 2022 |
| 12. | 9 de septiembre de 2021  | Montevideo      | Uruguay        | 0-1          | Derrota   | Eliminatorias al Mundial Catar 2022 |
| 13. | 7 de octubre de 2021     | Guayaquil       | Bolivia        | 3-0          | Victoria  | Eliminatorias al Mundial Catar 2022 |
| 14. | 10 de octubre de 2021    | Caracas         | Venezuela      | 1-2          | Derrota   | Eliminatorias al Mundial Catar 2022 |
| 15. | 14 de octubre de 2021    | Barranquilla    | Colombia       | 0-0          | Empate    | Eliminatorias al Mundial Catar 2022 |
| 16. | 11 de noviembre de 2021  | Quito           | Venezuela      | 1-0          | Victoria  | Eliminatorias al Mundial Catar 2022 |
| 17. | 16 de noviembre de 2021  | Santiago        | Chile          | 2-0          | Victoria  | Eliminatorias al Mundial Catar 2022 |
| 18. | 27 de enero de 2022      | Quito           | Brasil         | 1-1          | Empate    | Eliminatorias al Mundial Catar 2022 |
| 19. | 1 de febrero de 2022     | Lima            | Perú           | 1-1          | Empate    | Eliminatorias al Mundial Catar 2022 |
| 20. | 29 de marzo de 2022      | Guayaquil       | Argentina      | 1-1          | Empate    | Eliminatorias al Mundial Catar 2022 |
| 21. | 2 de junio de 2022       | Harrison        | Nigeria        | 1-0          | Victoria  | Amistoso                            |
| 22. | 5 de junio de 2022       | Chicago         | México         | 0-0          | Empate    | Amistoso                            |
| 23. | 11 de junio de 2022      | Fort Lauderdale | Cabo Verde     | 1-0          | Victoria  | Amistoso                            |
| 24. | 23 de septiembre de 2022 | Murcia          | Arabia Saudita | 0-0          | Empate    | Amistoso                            |
| 25. | 27 de septiembre de 2022 | Düsseldorf      | Japón          | 0-0          | Empate    | Amistoso                            |
| 26. | 20 de noviembre de 2022  | Jor             | Catar          | 2-0          | Victoria  | Mundial Catar 2022                  |
| 27. | 25 de noviembre de 2022  | Rayán           | Países Bajos   | 1-1          | Empate    | Mundial Catar 2022                  |
| 28. | 29 de noviembre de 2022  | Rayán           | Senegal        | 1-2          | Derrota   | Mundial Catar 2022                  |
| 29. | 24 de marzo de 2023      | Sídney          | Australia      | 1-3          | Derrota   | Amistoso                            |
| 30. | 28 de marzo de 2023      | Melbourne       | Australia      | 2-1          | Victoria  | Amistoso                            |
| 31. | 17 de junio de 2023      | Harrison        | Bolivia        | 1-0          | Victoria  | Amistoso                            |
| 32. | 20 de junio de 2023      | Chester         | Costa Rica     | 3-1          | Victoria  | Amistoso                            |
| 33. | 7 de septiembre de 2023  | Buenos Aires    | Argentina      | 0-1          | Derrota   | Eliminatorias al Mundial 2026       |
| 34. | 12 de septiembre de 2023 | Quito           | Uruguay        | 2-1          | Victoria  | Eliminatorias al Mundial 2026       |
| 35. | 12 de octubre de 2023    | La Paz          | Bolivia        | 2-1          | Victoria  | Eliminatorias al Mundial 2026       |
| 36. | 17 de octubre de 2023    | Quito           | Colombia       | 0-0          | Empate    | Eliminatorias al Mundial 2026       |
| 37. | 16 de noviembre de 2023  | Maturín         | Venezuela      | 0-0          | Empate    | Eliminatorias al Mundial 2026       |
| 38. | 21 de noviembre de 2023  | Quito           | Chile          | 1-0          | Victoria  | Eliminatorias al Mundial 2026       |
| 39. | 24 de marzo de 2024      | Harrison        | Italia         | 0-2          | Derrota   | Amistoso                            |
| 40. | 9 de junio de 2024       | Chicago         | Argentina      | 0-1          | Derrota   | Amistoso                            |
| 41. | 12 de junio de 2024      | Chester         | Bolivia        | 3-1          | Victoria  | Amistoso                            |
| 42. | 16 de junio de 2024      | East Hartford   | Honduras       | 2-1          | Victoria  | Amistoso                            |
| 43. | 22 de junio de 2024      | Santa Clara     | Venezuela      | 1-2          | Derrota   | Copa América 2024                   |
| 44. | 26 de junio de 2024      | Paradise        | Jamaica        | 3-1          | Victoria  | Copa América 2024                   |
| 45. | 30 de junio de 2024      | Glendale        | México         | 0-0          | Empate    | Copa América 2024                   |
| 46. | 4 de julio de 2024       | Houston         | Argentina      | 1-1 (2-4 p.) | Empate    | Copa América 2024                   |
| 47. | 6 de septiembre de 2024  | Curitiba        | Brasil         | 0-1          | Derrota   | Eliminatorias al Mundial 2026       |
| 48. | 10 de septiembre de 2024 | Quito           | Perú           | 1-0          | Victoria  | Eliminatorias al Mundial 2026       |
| 49. | 10 de octubre de 2024    | Quito           | Paraguay       | 0-0          | Empate    | Eliminatorias al Mundial 2026       |
| 50. | 15 de octubre de 2024    | Montevideo      | Uruguay        | 0-0          | Empate    | Eliminatorias al Mundial 2026       |
| 51. | 19 de noviembre de 2024  | Barranquilla    | Colombia       | 1-0          | Victoria  | Eliminatorias al Mundial 2026       |
| 52. | 21 de marzo de 2025      | Quito           | Venezuela      | 2-1          | Victoria  | Eliminatorias al Mundial 2026       |
| 53. | 25 de marzo de 2025      | Santiago        | Chile          | 0-0          | Empate    | Eliminatorias al Mundial 2026       |
| 54. | 5 de junio de 2025       | Guayaquil       | Brasil         | 0-0          | Empate    | Eliminatorias al Mundial 2026       |
| 55. | 10 de junio de 2025      | Lima            | Perú           | 0-0          | Empate    | Eliminatorias al Mundial 2026       |

### Goles internacionales
| \| N.° \| Fecha \| Lugar \| Rival \| Gol \| Resultado \| Resultado \| Competición \| \| --- \| ----------------------- \| ------------------------------------------------ \| ------- \| --- \| --------- \| --------- \| -------------------------- \| \| 1. \| 13 de octubre de 2020 \| Estadio Rodrigo Paz Delgado, Quito, Ecuador \| Uruguay \| 1–0 \| 4–2 \| Victoria \| Eliminatorias Mundial 2022 \| \| 2. \| 16 de noviembre de 2021 \| Estadio San Carlos de Apoquindo, Santiago, Chile \| Chile \| 2–0 \| 2–0 \| Victoria \| Eliminatorias Mundial 2022 \| \| 3. \| 29 de noviembre de 2022 \| Estadio Internacional Khalifa, Rayán, Catar \| Senegal \| 1–1 \| 1–2 \| Derrota \| Mundial Catar 2022 \| |                         |                                                  |         |     |           |           |                            |
| N.° | Fecha                   | Lugar                                            | Rival   | Gol | Resultado | Resultado | Competición                |
| 1. | 13 de octubre de 2020   | Estadio Rodrigo Paz Delgado, Quito, Ecuador      | Uruguay | 1–0 | 4–2       | Victoria  | Eliminatorias Mundial 2022 |
| 2. | 16 de noviembre de 2021 | Estadio San Carlos de Apoquindo, Santiago, Chile | Chile   | 2–0 | 2–0       | Victoria  | Eliminatorias Mundial 2022 |
| 3. | 29 de noviembre de 2022 | Estadio Internacional Khalifa, Rayán, Catar      | Senegal | 1–1 | 1–2       | Derrota   | Mundial Catar 2022         |

## Estadísticas

### Clubes
Actualizado al último partido disputado el 17 de agosto de 2025.
| Club                                    | Div.          | Temporada     | Liga  | Liga  | Liga   | Copas nacionales | Copas nacionales | Copas nacionales | Copas internacionales | Copas internacionales | Copas internacionales | Total | Total | Total  | Media goleadora |
| Club                                    | Div.          | Temporada     | Part. | Goles | Asist. | Part.            | Goles            | Asist.           | Part.                 | Goles                 | Asist.                | Part. | Goles | Asist. | Media goleadora |
| --------------------------------------- | ------------- | ------------- | ----- | ----- | ------ | ---------------- | ---------------- | ---------------- | --------------------- | --------------------- | --------------------- | ----- | ----- | ------ | --------------- |
| Independiente del Valle · Ecuador       | 1.ª           | 2019          | 3     | 0     | 0      | —                | —                | —                | —                     | —                     | —                     | 3     | 0     | 0      | 0               |
| Independiente del Valle · Ecuador       | 1.ª           | 2020          | 22    | 4     | 1      | —                | —                | —                | 6                     | 2                     | 1                     | 28    | 6     | 2      | 0.21            |
| Independiente del Valle · Ecuador       | Total club    | Total club    | 25    | 4     | 1      | 0                | 0                | 0                | 6                     | 2                     | 1                     | 31    | 6     | 2      | 0.19            |
| K Beerschot VA · Bélgica                | 1.ª           | 2021-22       | 12    | 1     | 1      | 2                | 1                | 0                | —                     | —                     | —                     | 14    | 2     | 1      | 0.14            |
| K Beerschot VA · Bélgica                | Total club    | Total club    | 12    | 1     | 1      | 2                | 1                | 0                | 0                     | 0                     | 0                     | 14    | 2     | 1      | 0.14            |
| Brighton & Hove Albion F. C. Inglaterra | 1.ª           | 2021-22       | 8     | 1     | 1      | 2                | 0                | 1                | —                     | —                     | —                     | 10    | 1     | 2      | 0.1             |
| Brighton & Hove Albion F. C. Inglaterra | 1.ª           | 2022-23       | 37    | 1     | 1      | 6                | 0                | 0                | —                     | —                     | —                     | 43    | 1     | 1      | 0.02            |
| Brighton & Hove Albion F. C. Inglaterra | Total club    | Total club    | 45    | 2     | 2      | 8                | 0                | 1                | 0                     | 0                     | 0                     | 53    | 2     | 3      | 0.04            |
| Chelsea F. C. Inglaterra                | 1.ª           | 2023-24       | 35    | 1     | 3      | 13               | 0                | 1                | —                     | —                     | —                     | 48    | 1     | 4      | 0.02            |
| Chelsea F. C. Inglaterra                | 1.ª           | 2024-25       | 38    | 1     | 2      | 1                | 0                | 0                | 11                    | 1                     | 2                     | 50    | 2     | 4      | 0.04            |
| Chelsea F. C. Inglaterra                | 1.ª           | 2025-26       | 1     | 0     | 0      | 0                | 0                | 0                | 0                     | 0                     | 0                     | 1     | 0     | 0      | 0               |
| Chelsea F. C. Inglaterra                | Total club    | Total club    | 74    | 2     | 5      | 14               | 0                | 1                | 11                    | 1                     | 2                     | 99    | 3     | 8      | 0.03            |
| Total carrera                           | Total carrera | Total carrera | 156   | 9     | 9      | 24               | 1                | 2                | 17                    | 3                     | 3                     | 197   | 13    | 14     | 0.07            |
| 1. 2.                                   |               |               |       |       |        |                  |                  |                  |                       |                       |                       |       |       |        |                 |

### Selecciones
Actualizado al último partido disputado el 10 de junio de 2025.
| Selección          | Año             | Amistosos | Amistosos | Amistosos | Continental | Continental | Continental | Mundial | Mundial | Mundial | Total | Total | Total  | Media goleadora |
| Selección          | Año             | Part.     | Goles     | Asist.    | Part.       | Goles       | Asist.      | Part.   | Goles   | Asist.  | Part. | Goles | Asist. | Media goleadora |
| ------------------ | --------------- | --------- | --------- | --------- | ----------- | ----------- | ----------- | ------- | ------- | ------- | ----- | ----- | ------ | --------------- |
| Absoluta · Ecuador | 2020            | —         | —         | —         | 4           | 1           | 3           | —       | —       | —       | 4     | 1     | 3      | 0.33            |
| Absoluta · Ecuador | 2021            | —         | —         | —         | 13          | 1           | 1           | —       | —       | —       | 13    | 1     | 1      | 0.08            |
| Absoluta · Ecuador | 2022            | 5         | 0         | 0         | 3           | 0           | 0           | 3       | 1       | 0       | 11    | 1     | 0      | 0.1             |
| Absoluta · Ecuador | 2023            | 4         | 0         | 0         | 6           | 0           | 3           | —       | —       | —       | 10    | 0     | 3      | 0               |
| Absoluta · Ecuador | 2024            | 4         | 0         | 1         | 9           | 0           | 0           | —       | —       | —       | 13    | 0     | 1      | 0               |
| Absoluta · Ecuador | 2025            | 0         | 0         | 0         | 4           | 0           | 0           | —       | —       | —       | 4     | 0     | 0      | 0               |
| Absoluta · Ecuador | Total           | 13        | 0         | 1         | 39          | 2           | 6           | 3       | 1       | 0       | 55    | 3     | 8      | 0.05            |
| Total selección    | Total selección | 13        | 0         | 1         | 39          | 2           | 6           | 3       | 1       | 0       | 55    | 3     | 8      | 0.05            |
| 1.                 |                 |           |           |           |             |             |             |         |         |         |       |       |        |                 |

## Palmarés

### Campeonatos internacionales
| Título                            | Club                    | Año  |
| --------------------------------- | ----------------------- | ---- |
| Copa Sudamericana                 | Independiente del Valle | 2019 |
| Copa Libertadores Sub-20          | Independiente del Valle | 2020 |
| Liga Conferencia                  | Chelsea F. C.           | 2025 |
| Copa Mundial de Clubes de la FIFA | Chelsea F. C.           | 2025 |

### Distinciones individuales
| Distinción                                              | Año  |
| ------------------------------------------------------- | ---- |
| 11 ideal del Campeonato Ecuatoriano                     | 2020 |
| Jugador revelación de la LigaPro                        | 2020 |
| Futbolista del año del Brighton & Hove Albion           | 2023 |
| XI ideal de la Premier League                           | 2024 |
| Futbolista del año del Chelsea                          | 2025 |
| Balón de Bronce de la Copa Mundial de Clubes de la FIFA | 2025 |